# Batalha das Ilhas Égadas
A Batalha das ilhas Égadas foi a batalha naval que marcou o fim da Primeira Guerra Púnica, travada em 241 a.C.. Cartago, depois de mais de vinte anos de batalhas navais e terrestres, depois de sofrer uma pesada derrota nas ilhas Égadas, tanto em homens quanto em navios, e já exausta, finalmente aceitou os termos de paz oferecidos pela República Romana.

## Situação
Depois de vinte e quatro anos de lutas, batalhas navais, operações de guerrilha, cercos e inúmeros naufrágios, a Primeira Guerra Púnica havia tornado insuportável as condições psicológicas e financeiras das duas cidades-estado. Roma começava a ter problemas para conseguir reforços entre os sócios e já havia incorrido em tantas despesas por causa das batalhas navais e naufrágios que o erário não era mais capaz de sustentar uma frota digna de nome; nos cinco anos depois da derrota na Batalha de Drépano e, depois do "naufrágio de Camarina", por escolha ou por necessidade, deixou de reforçar a frota, gerindo a defesa marítima com os navios de guerra sobreviventes.
Cartago, que ainda era a força marítima dominante, se sangrou até a morte na gestão e construção da marinha, o comércio abrandou. De fato, os marinheiros, ao contrário das tropas terrestres que eram geralmente mercenários, eram alistados entre os cidadãos da classe mercante. E os mercadores, impedidos de trabalhar em seus mercados, os deixaram para seus concorrentes. O comércio minguante e já não podia mais gerar a riqueza necessária para pagar as sempre necessárias tropas mercenárias. Era uma perigosa espiral econômico-militar que perigava se voltar contra si mesma.
Roma, ao contrário de Cartago, tinha a sorte de ter uma classe política rachada na política interna, mas unida contra uma ameaça externa. Uma coleta entre os cidadãos, forçada, financiou uma nova frota de duzentos quinquerremes completamente equipadas. Os financiadores não o fizeram, porém, por altruísmo: ao final da guerra, esperavam ser ressarcidos com o butim ou compensação obtido. Se a vitória não fosse alcançada, porém, o patrimônio pessoal dos romanos seria fortemente impactado.
No comando da frota foi colocado Caio Lutácio Cátulo que, no início da campanha de 242 a.C., levou-a para a Sicília com o apoio do pretor Quinto Valério Falto. Desta vez, os cartagineses de Drépano foram pegos de surpresa, pois não imaginavam que Roma pudesse financiar uma frota desta magnitude do já exausto caixa estatal. Cátulo, percebendo que toda a frota cartaginesa estava em Cartago, reforçou as tropas que já estavam no Cerco de Lilibeu e ocupou tranquilamente o porto de Drépano e o território ao redor da cidade, colocando-a sob cerco.
Sem interromper sua campanha para estas operações em terra, sabendo que a vitória de Roma deveria ser obtida no mar, manteve as tripulações treinadas com exercícios e manobras. Pelo resto do ano, Cátulo esperou pela resposta cartaginesa e manteve o bloqueio de Drépano e Lilibeu, cortando completamente as linhas de comunicação de Cartago na Sicília. Seu mandato foi estendido, com poderes proconsulares, para o ano seguinte.
Em Cartago, quando se soube desta surpreendentemente expedição romana, foram carregados os navios com cereais e outros suprimentos para entregar às tropas de Amílcar Barca que, estava lutando no sopé do Monte Érice. Ao comando desta frota foi colocado Hanão (não é certo se este era o mesmo que era inimigo político de Amílcar). Sua frota ancorou numa ilha chamada "Sacra" (uma das ilhas Égadas, atualmente chamada Marèttimo), esperando para descarregar suprimentos para as forças terrestres. Desta forma, seus navios ficaram mais leves e manobráveis, agregando às forças de Amílcar forças navais e tropas de desembarque contra os sitiantes.
Lutácio Cátulo soube da chegada de Hanão e se preparou para atacá-lo. Embarcou seus melhores homens e levou a frota até a ilha de "Egussa" (moderna Favignana). Era dia 9 de março de 241 a.C..

## Batalha
Na manhã do dia seguinte, 10 de março, Cátulo viu que a frota cartaginesa teria um forte vento oeste a favor e que isso tornaria mais difícil a navegação da frota romana. Inicialmente indeciso, percebeu que, se atacasse imediatamente, de frente, os navios ainda muito carregados, estes estariam muito lentos e teriam a bordo só os marinheiros, sem soldados. Se permitisse a descarga das mercadorias e o embarque dos soldados de Amílcar, a situação, apesar do vento de popa, não seria tão favorável. Ele ordenou que os navios romanos tivessem seus mastros, velas e todos os demais equipamentos desnecessários para torná-los mais manobráveis em condições difíceis. O próprio Cátulo, porém, não conseguiu participar da batalha por causa de ferimentos sofridos num encontro anterior. Por isto, a batalha foi conduzida pelo seu segundo em comando, Valério Falto.
A frota romana se perfilou numa única linha, formando um muro contra os navios cartagineses que velejavam até a costa do monte Érice. Os cartagineses aceitaram a batalha; baixaram as velas para conseguirem maior mobilidade e atacaram os romanos.
Na realidade, os romanos haviam trocado seu estilo de combate. Em primeiro lugar, haviam trocado a maneira de construir seus navios, copiando minuciosamente o velocíssimo quinquerreme aprisionado com Aníbal Ródio durante o Cerco de Lilibeu. Além disto, os navios romanos eram mais resistentes às condições climáticas adversas, especialmente por causa do abandono do corvo. Finalmente, os marinheiros romanos estavam no auge, mantidos em constantes treinamentos e apoiados pelos soldados escolhidos entre os mais experientes, que nunca se rendiam ou fugiam.
Do lado cartaginês, a situação era inversa. Os navios estavam carregados e, portanto, estavam muito lentos e pouco manobráveis, praticamente inúteis para o combate. Segundo Políbio, além de equipamentos, aos marinheiros, ainda embarcados, faltava treinamento e, recém-alistados, não tinham experiência alguma em combate.

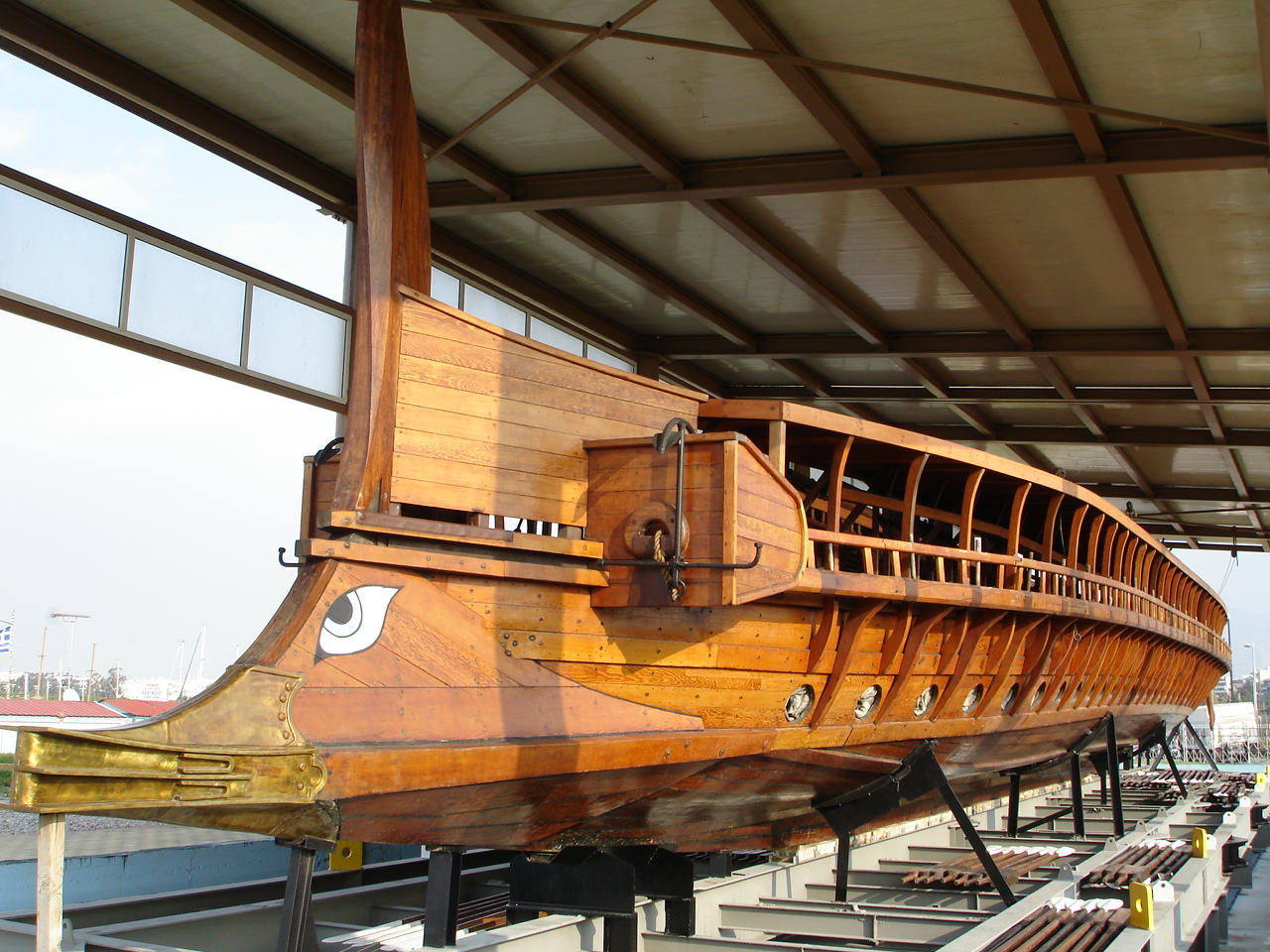
Rostro de uma reconstrução de um típico navio da época da Batalha das Ilhas Égadas.

O resultado foi mortal. Inferiores em capacidade de manobra e combate, os cartagineses viram rapidamente serem afundados cinquenta navios e outros setenta sendo capturados com a tripulação completa. Uma afortunada troca de vento permitiu que os sobreviventes levantassem as velas de novo e voltassem para a ilha Sacra. Diversos rostros, romanos e cartagineses, foram encontrados na região em escavações modernas, além de ânforas carregadas e muitos elmos.

## Consequências
Lutácio Cátulo retornou a Lilibeu e se deparou com o problema do que fazer com tamanho butim. Setenta navios e cerca de 10 000 prisioneiros estavam em mãos romanos. Apesar disto, ele retomou o cerco e conseguiu capturar a cidade.
Os cartagineses colocaram a condução da guerra nas mãos de Amílcar, que ainda tentou resistir, mas, em seguida, sem condições de receber suprimentos depois da captura de Lilibeu e em condição desesperadora, enviou embaixadores a Cátulo para tratar do fim da guerra. O cônsul romano, sabiamente, sabendo que Roma estava exausta depois de vinte e quatro anos de guerra contínua...:
| “ | ...pôs fim à guerra depois que foram concordados os seguintes termos: “Não há amizade entre cartagineses e romanos nestas condições sem que o povo dos romanos deem seu consentimento Os cartagineses retirar-se-ão de toda a Sicília e não farão guerra a Hierão e nem lançarão o exército contra os siracusanos ou contra os aliados de Siracusa. Os cartagineses devolverão aos romanos, sem pagamento de resgate, seus prisioneiros. Os cartagineses pagarão aos romanos, em vinte anos, dois mil e duzentos talentos eubeios de prata”. | ” |
|   | — Políbio, Histórias I, 61, 4. |   |

O povo romano, então, por meio de uma comissão de dez homens, considerou as condições um pouco exigentes demais, mas a Primeira Guerra Púnica acabou. Para celebrar sua vitória, Caio Lutácio Cátulo, foi construído o Templo de Juturna, perto do Campo de Marte, na região onde hoje está o Largo di Torre Argentina.